# Luogosano
Luogosano – miejscowość i gmina we Włoszech, w regionie Kampania, w prowincji Avellino.
Według danych na 1 stycznia 2022 roku gminę zamieszkiwało 1095 osób (570 mężczyzn i 525 kobiet).